# نوی‌اشتات آن در واین‌اشتراسه
شهر نوی‌اشتات آن در واین‌اشترایه (به آلمانی: Neustadt an der Weinstraße) در ایالت راینلند-فالتز در کشور آلمان واقع شده‌است.